# مذياع منخفض الطاقة
المذياع منخفض الطاقة هو جهاز فرعي من مذياع القراصنة
الذي يهتم بالبث الإذاعي للمذياع ذو الطاقة المنخفضة التي تكون عادة أقل من 100 واط قدرة مشعة وفي بعض الأحيان أقل من 0.1 واط. يبث المذياع منخفض الطاقة لعدد من المستقبلين («المستمعين» أو «المشاهدين») الذين ينتمون إلى مجموعة محلية صغيرة. بداية من أوائل تسعينيات القرن العشرين كانت هناك زيادة في استخدام المذياع منخفض الطاقة وذلك بسبب الرغبة في الحصول على مثل هذه الخدمة في المجتمعات المحلية. يوفر المذياع منخفض الطاقة وسيلة للمجموعات الصغيرة والأفراد لتزويد الأحياء أو المجتمعات المحلية ببث للمعلومات والبرامج المتنوعة والترفيهية. وعادة يكون المذياع منخفض الطاقة خدمة غير تجارية.
تهدف حركة مايكرو راديو في الولايات المتحدة إلى تغيير القوانين الخاصة بالمذياع. بينما لم يكن ينتوي مطلقًا تأسيس حركة، فإن مبانا كانتاكو مؤسس شبكة راديو حقوق الإنسان غالبًا ما يشار إليه بوصفه المؤسس أو الأب الروحي لحركة مايكرو راديو.
في الولايات المتحدة تحتاج لجنة الاتصالات الفيدرالية (FCC) إلى محطات مذياع وتلفاز ذات إشارة إيه إم / إف إم دون ترخيص بث إذاعي منخفض الطاقة (LPFM) من أجل البث بما لا يقل عن قدرة 6000 واط. ولا تقدم لجنة الاتصالات الفيدرالية حاليًا أي تراخيص للبث الإذاعي منخفض الطاقة. وهذا يجعل من تكلفة إنشاء محطة إذاعية تكلفة باهظة بالنسبة للأفراد والمجتمعات الصغيرة.

## وصلات خارجية
/* Microradio.org Now a spam site with no content */
- Microradio.org Via internet archive, accessed December 28, 2005
- Seizing the airwaves
- Mediageek pirate radio file
- Low-Power MicroRadio على مشروع الدليل المفتوح